# Václav Jan Staněk

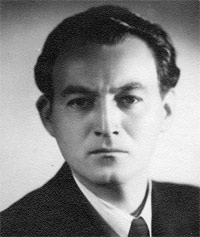
Václav Jan Staněk

Václav Jan Staněk (* 16. Juli 1907 in Miskowitz, Böhmen; † 5. Oktober 1983 in Prag, Tschechoslowakei) war ein tschechischer Naturforscher, Zoologe, Mykologe, Botaniker, Zoodirektor, Fotograf, Filmemacher und Autor.
Sein botanisch-mykologisches Autorenkürzel lautet „V.J.Staněk“.

## Leben und Wirken
Staněk war der Sohn eines Lehrers. Nach seinem Schulabschluss in Kutná Hora im Jahre 1928 studierte er an der wissenschaftlichen Fakultät der Karls-Universität Prag, wo er mit einer Dissertation über das akustische System der Fledermäuse zum Doktor promovierte. 1929 wurde Staněk Mitarbeiter am Nationalmuseum in Prag. 1936 wurde Staněk Assistent von Jiří Janda im Zoo Prag und nach Jandas Tod hatte er von August 1938 bis Oktober 1939 den Direktorenposten inne. Während des Zweiten Weltkrieges kehrte er an die zoologische Abteilung des Nationalmuseums zurück, wo er bis 1943 verblieb. Anschließend arbeitete er als freier Künstler, insbesondere als Autor, Fotograf und Filmemacher.
In den 1930er-Jahren veröffentlichte Staněk zahlreiche Artikel in den Magazinen Pestrém týdnu, Pražském ilustrovaném zpravodaji und Světozoru. Er verfasste mehrere Bücher, die auch auf Deutsch erschienen, darunter Das grosse Bilderlexikon der Tiere, zu dem der deutsche Autor Hans-Wilhelm Smolik das Vorwort schrieb, oder Achtung Giftschlangen. Zudem drehte er mehr als dreißig kurze und mittellange Dokumentarfilme. Der erste Farbfilm war die Trilogie Lied des Waldes (Píseň lesa) aus dem Jahr 1950.  1949 wollte Staněk nach Afrika reisen, um einen Reise- und Naturfilm zu drehen. Er hatte jahrelang Geld für die Expedition gespart, konnte sie aber aufgrund des Regimewechsels nicht mehr durchführen. Als Satellitenstaat der UdSSR war die Tschechoslowakei nun Teil des Ostblocks und des Rats für gegenseitige Wirtschaftshilfe, außerdem ab 1955 Mitglied des Warschauer Paktes. Seine erste privatfinanzierte Reise nach Afrika war daher erst 1969 mit Čedok. Schließlich erlebte er das Ende der kommunistischen Herrschaft nicht mehr. Ein Teil seiner privatfinanzierten Filme sind von einem Nachfahren frei zugänglich auf die Video-Plattform Youtube hochgeladen und unter CC-Lizenz im Internet Archive gespeichert.

## Publikationen

### Bücher (Auswahl)
- O lvíčku Simbovi; Unie, Praha, 1943
- S kamerou za zvěří na našich vodách; Československá grafická unie, Praha, 1948
- Die Schönheit der Natur; Artia Verlag, Prag, 1955
- Der geheimnisvolle Wald; Artia Verlag, Prag, 1957
- Besuch bei Affen, Artia Verlag, Prag, 1957
- Katzen und Kätzchen, Artia Verlag, Prag, 1957
- Gross und Klein in der Vogelwelt; Artia Verlag, Prag, 1958
- Die Drachensippschaft; Süddeutscher Verlag, München, 1959
- Die große Bärenfamilie, Artia Verlag, Prag, 1959
- Auf Bärenspur in den Karpaten; Artia Verlag, Prag, 1959
- Simba das Löwenjunge; Artia Verlag, Prag, 1959
- Schönheit des Lebens; Artia Verlag, Prag, 1959
- Tiere und Wasser, Artia Verlag, Prag, 1959
- Achtung Giftschlangen, Artia Verlag, Prag 1960
- Nashörner, Nilpferde, Elefanten und ihre Verwandten, Artia Verlag, Prag 1960
- Exotische Vögel; Römer Verlag, Frankfurt am Main, 1961
- Pferde, Elefanten und ihre Verwandten; Römer Verlag, Frankfurt am Main, 1961
- Das grosse Bilderlexikon der Tiere, Blüchert Verlag, Hamburg, 1962
- Ungiftige Schlangen; Artia Verlag, Prag, 1962
- Das Affenbuch; Römer Verlag, Frankfurt am Main, 1962
- Das grosse Bilderlexikon der Insekten; Artia Verlag, Prag, 1968
- Seltsame Tiere sehen dich an; Dausien Verlag, Hanau/M., 1968

### Filme (Auswahl)
- Pod žhavým sluncem (1930)
- Do země ledovců (1949)
- Píseň lesa (1950)
- Výři (1951)
- Volavky na Velkém Tisém (1951)
- Za karpatským medvědem (1952)
- Škůdci listnatých lesů (1953)
- Škůdci jehličnatých lesů (1953)
- Zvířata z celého světa (1956)